# Honda D Motor

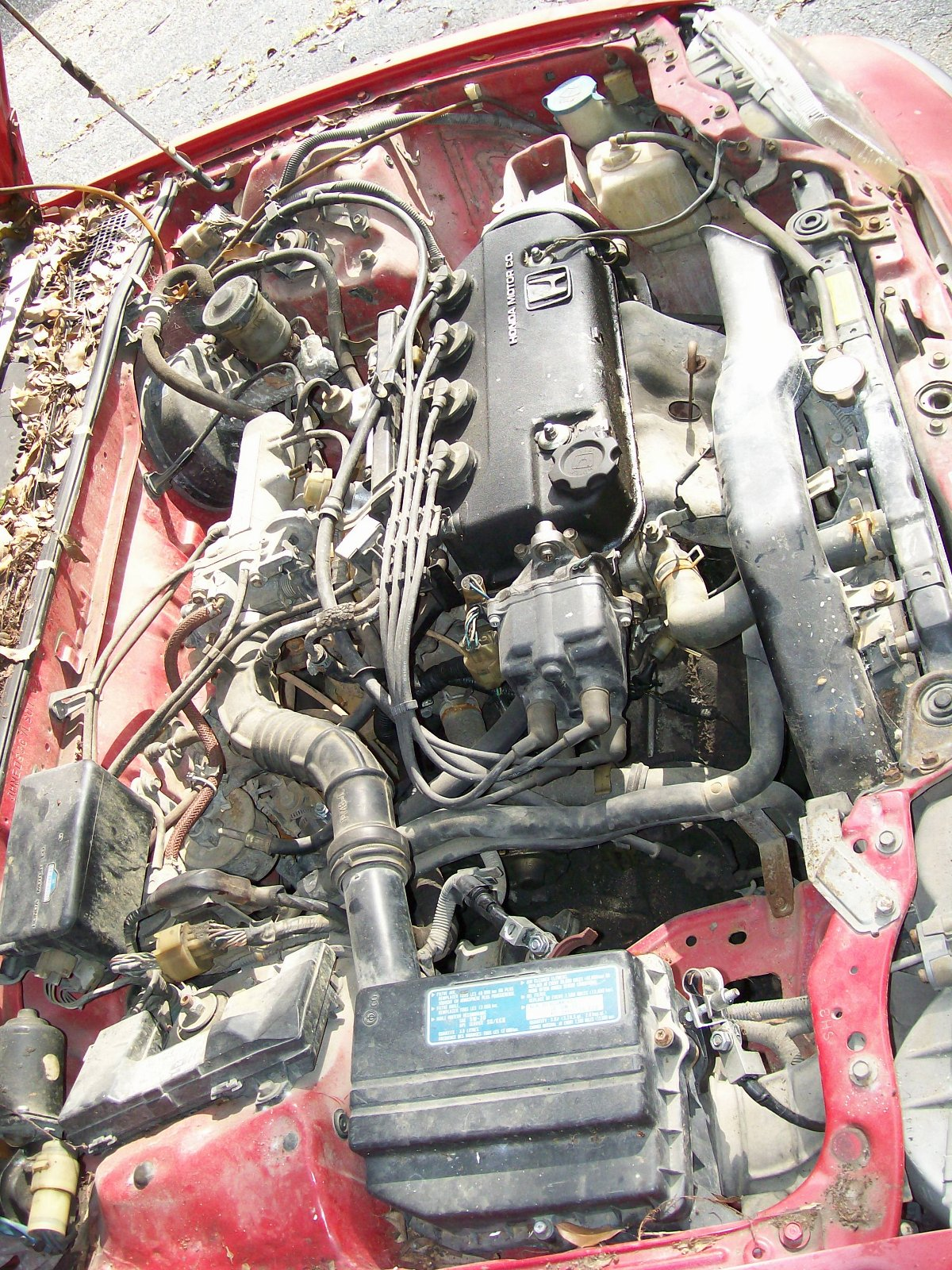
D15B6-Motor

Der Honda D-Motor wurde in verschiedenen Kompaktautos von Honda verbaut. Man findet ihn zumeist im Civic aber auch im Integra, Logo, CRX, Stream und in einigen anderen Modellen. Der Hubraum erstreckt sich von 1,2 bis 1,7 l und die Motoren sind in SOHC- und DOHC-Versionen erhältlich. Einige SOHC-Modelle sind mit VTEC ausgerüstet. Die Leistungsspanne reicht von 64 bis 136 PS. Die Produktion wurde 1986 aufgenommen und endete 2005 mit der Vorstellung der achten Generation des Civic.

## Mini-Me
Eine der populärsten und effektivsten Methoden, mehr Leistung aus einem D-Serie-Motor zu holen, ist das Tauschen des Zylinderkopfes. Dabei wird der Zylinderkopf des verbauten Motors mit dem eines leistungsstärkeren D-Serie-Motors getauscht. Meist geschieht das zwischen D16A6- und D16Z6-Motoren oder zwischen D16Y7- und D16Y8-Motoren. Der Z6- sowie der Y8-Zylinderkopf haben VTEC und bringen eine deutliche Mehrleistung gegenüber dem Serienmotor.
Der Vorgang des Tauschens wird als „Mini-Me“ bezeichnet. Ein Mini-Me wird deswegen gerne vorgenommen, weil er durch vergleichsweise geringen Kostenaufwand ein spürbares Leistungsplus erzielt (was nicht zuletzt auf das VTEC zurückzuführen ist).

## Motorspezifikationen

### D13
Die D13B1- und D13B2-Motoren sind mit Einzelvergasern ausgestattet. Bei den D13B4- und D13B7-Motoren ist die Einspritzanlage PGM-FI für die Kraftstoffregelung zuständig.
| Code  | Hubraum  | Bohrung × Hub       | Verdichtung | kW bei min−1 | Nm bei min−1 | Nockenwelle | VTEC | OBD-Version | verbaut in (Modell)                                                                                               |
| ----- | -------- | ------------------- | ----------- | ------------ | ------------ | ----------- | ---- | ----------- | --- |
| D13B1 | 1343 cm³ | 75 mm × 76 mm       | 9,5:1       | 55 / 6300    | 102 / 3100   | SOHC        | nein |             | Civic EC8 |
| D13B2 | 1343 cm³ | 75 mm × 76 mm       | 9:1         | 55 / 6300    | 102 / 3100   | SOHC        | nein |             | Civic IV EC8; Civic V EG3 - G-KAT                                                                                 |
| D13B4 | 1343 cm³ | 75 mm × 76 mm       | 9,75:1      | 70,8 / 6500  | 127 / 4200   | SOHC        |      |             | 1996–2002 Honda Civic LXi/EXi/DX (nicht für Deutschland)                                                          |
| D13B7 | 1343 cm³ | 75 mm × 76 mm       | 9,2:1       | 48 / 5000    | 108 / 2500   | SOHC        | nein |             | 1998–2001 Logo |
| D13C  | 1296 cm³ | 73,7 mm × 76 mm (!) | 9,6:1       | 73,5 / 6500  | 113,8 / 5500 | SOHC        | nein |             | 1989–1994 Honda City CE, CE Fit, CE Select, CG, CR-i, CR-i limited, CZ-i, New Fit (nur für den japanischen Markt) |

### D14
Der D14A1-Motor besitzt einen Doppelvergaser, bei allen anderen D14-Motoren hingegen ist die Einspritzanlage PGM-FI für die Kraftstoffversorgung zuständig.
| Code  | Hubraum  | Bohrung × Hub | Verdichtung | kW bei min−1 | Nm bei min−1 | Nockenwelle | VTEC | OBD-Version | verbaut in (Modell)       |
| ----- | -------- | ------------- | ----------- | ------------ | ------------ | ----------- | ---- | ----------- | ------------------------- |
| D14A1 | 1396 cm³ | 75 mm × 79 mm | 9,3:1       | 67 / 6300    | 112 / 4500   | SOHC        |      |             | Civic IV EC9, ED2         |
| D14A2 | 1396 cm³ | 75 mm × 79 mm | 9,2:1       | 66 / 6100    | 117 / 5000   | SOHC        |      |             | 1995–1997 Honda Civic MA8 |
| D14A3 | 1396 cm³ | 75 mm × 79 mm | 9,2:1       | 55 / 6000    | 110 / 3000   | SOHC        |      |             | Civic V EJ9; Civic VI MA8 |
| D14A4 | 1396 cm³ | 75 mm × 79 mm | 9,2:1       | 66 / 6300    | 124 / 4500   | SOHC        |      |             | Civic V EJ9; Civic VI MA8 |
| D14A7 | 1396 cm³ | 75 mm × 79 mm | 9,0:1       | 55 / 6000    | 111 / 3000   | SOHC        |      |             | Civic VI MB2, MB8         |
| D14A8 | 1396 cm³ | 75 mm × 79 mm | 9,0:1       | 66 / 6400    | 120 / 4800   | SOHC        |      |             | Civic VI MB2, MB8         |

### D15
Bei den Varianten D15Z6 und D15Z8 ist der Katalysator direkt im Abgaskrümmer verbaut.
| Code     | Hubraum  | Bohrung × Hub   | Verdichtung | kW bei min−1 | Nm bei min−1 | Nockenwelle | VTEC   | OBD-Version | verbaut in (Modell)                           |
| -------- | -------- | --------------- | ----------- | ------------ | ------------ | ----------- | ------ | ----------- | --------------------------------------------- |
| D15A2    | 1488 cm³ | 74 mm × 86,5 mm | 9,6:1       | 57 / 5500    | 114 / 3500   | SOHC        |        |             |                                               |
| D15A3    | 1488 cm³ | 74 mm × 86,5 mm | 8,7:1       | 68 / 5500    | 126 / 4500   | SOHC        |        |             |                                               |
| D15B     | 1493 cm³ | 75 mm × 84,5 mm | 9,6:1       | 97 / 6800    | 138 / 5200   | SOHC        | VTEC   | OBD-1       |                                               |
| D15B2    | 1493 cm³ | 75 mm × 84,5 mm | 9,2:1       | 68 / 6000    | 120 / 4500   | SOHC        |        | OBD-0       | Concerto, Civic IV ED3, ED6; Civic V EG4, EG8 |
| D15B6    | 1493 cm³ | 75 mm × 84,5 mm | 9,1:1       | 46 / 4500    | 112 / 3000   | SOHC        |        | OBD-0       |                                               |
| D15B7    | 1493 cm³ | 75 mm × 84,5 mm | 9,2:1       | 74 / 5900    | 132 / 5000   | SOHC        |        | OBD-1       | Civic V EJ2, Civic del sol EG1 (US-Modell)    |
| D15B8    | 1493 cm³ | 75 mm × 84,5 mm | 9,1:1       | 52 / 4500    | 112 / 3000   | SOHC        |        | OBD-1       |                                               |
| D15Z1 1) | 1493 cm³ | 75 mm × 84,5 mm | 9,3:1       | 68 / 5500    | 131 / 4500   | SOHC        | VTEC-E | OBD-1       | Civic V EG4, EG8; Civic VI MA9                |
| D15Z3    | 1493 cm³ | 75 mm × 84,5 mm | 9,3:1       | 68 / 5500    | 131 / 4500   | SOHC        | VTEC-E | OBD-1       | Civic VI MA9                                  |
| D15Z6    | 1493 cm³ | 75 mm × 84,5 mm | 9,6:1       | 84 / 6500    | 138 / 5200   | SOHC        | VTEC-E | OBD-1       | Civic VI EK3                                  |
| D15Z8    | 1493 cm³ | 75 mm × 84,5 mm | 9,6:1       | 85 / 6500    | 134 / 5400   | SOHC        | VTEC-E | OBD-1       | Civic VI MB3, MB9                             |

### D16
Der D16A9 und D16Z5 haben zwei obenliegende Nockenwellen (DOHC), alle anderen D16-Motoren hingegen sind SOHC-Motoren. Der D16A9 hat im Gegensatz zu allen anderen Motoren keinen Katalysator, woraus die um 7 PS höhere Leistung gegenüber dem ansonsten baugleichen D16Z5 resultiert.
| Code     | Hubraum  | Bohrung × Hub | Verdichtung               | kW bei min−1                     | Nm bei min−1                     | Nockenwelle                | VTEC                    | OBD-Version | verbaut in (Modell)                               |
| -------- | -------- | ------------- | ------------------------- | -------------------------------- | -------------------------------- | -------------------------- | ----------------------- | ----------- | ------------------------------------------------- |
| D16A1    | 1590 cm³ | 75 × 90 mm    | 9,3:1                     | 84 / 6250                        | 134 / 5500                       | DOHC                       |                         | OBD-0       |                                                   |
| D16A3    | 1590 cm³ | 75 × 90 mm    | 9,5:1                     | 88 / 6500                        | 139 / 5500                       | DOHC                       |                         | OBD-0       |                                                   |
| D16A6    | 1590 cm³ | 75 × 90 mm    | 9,1:1                     | 80 / 6300                        | 135 / 5200                       | SOHC                       |                         | OBD-0       | Civic IV ED4, ED7                                 |
| D16A8    | 1590 cm³ | 75 × 90 mm    | 9,5:1                     | 90 / 6800                        | 146 / 5700                       | DOHC                       |                         | OBD-0       | Concerto                                          |
| D16A9    | 1590 cm³ | 75 × 90 mm    | 9,5:1                     | 96 / 6800                        | 131 / 5700                       | DOHC                       |                         | OBD-0       | CRX II ED9, Rover 216 GTi, Concerto (nur Benelux) |
| D16B2    | 1590 cm³ | 75 × 90 mm    | 9,4:1                     | 85 / 6300                        | 143 / 4800                       | SOHC                       |                         |             | Civic VI MB4                                      |
| D16V1    | 1590 cm³ | 75 × 90 mm    | 10,4:1                    | 81 / 5600                        | 152 / 4300                       | SOHC                       | VTEC                    |             | Civic VII EM, EP2, ES, EU8                        |
| D16Y3    | 1590 cm³ | 75 × 90 mm    | 9,4:1                     | 83 / 5600                        | 140 / 5100                       | SOHC                       |                         | OBD-1       | Civic VI MB1, Rover 416                           |
| D16Y5    | 1590 cm³ | 75 × 90 mm    | 9,4:1                     | 85 / 6200                        | 141 / 5400                       | SOHC                       | VTEC-E                  | OBD-2a/b    | Civic VI EK1, MC1                                 |
| D16Y7    | 1590 cm³ | 75 × 90 mm    | 9,4:1                     | 77 / 6200                        | 139 / 4600                       | SOHC                       |                         | OBD-2       | Civic VI EJ6                                      |
| D16Y8    | 1590 cm³ | 75 × 90 mm    | 9,6:1                     | 92 / 6600                        | 145 / 5500                       | SOHC                       | VTEC                    | OBD-2       | CRX III EH6, EJ8                                  |
| D16Z2    | 1590 cm³ | 75 × 90 mm    | 9,2:1                     | 81 / 6300                        | 134 / 5200                       | SOHC                       |                         | OBD-0       | Concerto, Civic IV ED4, ED7, EE5, Rover 416 GSi   |
| D16Z5    | 1590 cm³ | 75 × 90 mm    | 9,5:1                     | 91 / 6800                        | 140 / 5700                       | DOHC                       |                         | OBD-0       | CRX II ED9                                        |
| D16Z6 2) | 1590 cm³ | 75 × 90 mm    | 9,4:1(P29 Kolben 12,05:1) | 92 / 6500(P29 Kolben 127KW/7300) | 143 / 5200 (P29 Kolben 192/6800) | SOHC Redl./Begr. 7100/7500 | VTEC (Schaltpunkt 5200) | OBD-1       | Civic V EG5, EH9, CRX III EH6                     |
| D16Z7    | 1590 cm³ | 75 × 90 mm    | 9,6:1                     | 88 / 6500                        | 145 / 5200                       | SOHC                       | VTEC                    | OBD-1       | CRX III EH6 (Österreich)                          |
| D16Z9 2) |          |               | 9,4:1                     | 92 / 6500                        | 142 / 5200                       | SOHC                       | VTEC                    | OBD-1       | Civic V EJ1, Civic VI, Civic VI MB1               |

### D17
| Code  | Hubraum  | Bohrung × Hub   | Verdichtung | kW bei min−1 | Nm bei min−1 | Nockenwelle | VTEC | OBD-Version | verbaut in (Modell) |  |
| ----- | -------- | --------------- | ----------- | ------------ | ------------ | ----------- | ---- | ----------- | ------------------- |  |
| D17A1 | 1668 cm³ | 75 mm × 94,4 mm | 9,5:1       | 85 / 6100    | 149 / 4500   | SOHC        |      | OBD-2       |                     |  |
| D17A2 | 1668 cm³ | 75 mm × 94,4 mm | 9,9:1       | 92 / 6300    | 154 / 4400   | SOHC        | VTEC | OBD-2       | FR-V                |  |
| D17A8 | 1668 cm³ | 75 mm × 94,4 mm | 9,9:1       | 88 / 6200    | 152 / 4500   | SOHC        |      | OBD-2       | Civic VII EM2       |  |
| D17A9 | 1668 cm³ | 75 mm × 94,4 mm | 9,9:1       | 92 / 6300    | 154 / 4800   | SOHC        | VTEC | OBD-2       | Civic VII EM2       |  |

## ZC
Einige D-Serie-Motoren sind mit „ZC“ bezeichnet, sind aber nicht wirklich eine eigenständige Serie. Es gibt sowohl SOHC- als auch DOHC-ZC-Motoren. Der erste ZC-Motor in Deutschland war der ZC1 mit 92 kW bei 6500 min−1 aus 1579 cm³ Hubraum, welcher im Honda CRX AS 1986–1987 verbaut wurde.